# Étang de Barrandon
L'Étang de Barrandon ou lac de Barrandon est un lac de la Lozère, situé sur le mont Lozère à 1 375 m d'altitude sur la commune de Saint-Étienne-du-Valdonnez. Il fait partie de la zone centrale du parc national des Cévennes.

## Descriptif
Situé à la lisière du cœur du parc national des Cévennes, le lac artificiel de Barrandon occupe une superficie de 7,3 hectares dont une partie seulement est ouverte à la pêche. Les eaux fraîches du mont Lozère, dont il occupe une dépression, confèrent rapidement aux truites des qualités de rusticité remarquable.

## Aspect touristique
Accessible via une route carrossable depuis le hameau des Laubies : la D35 (reliant le col de Montmirat au Pont-de-Montvert), l'étang de Barrandon est ouvert à la pêche de mi-mai à mi-septembre que ce soit pour les pêcheurs confirmés comme les débutants.